# 루크 핼핀

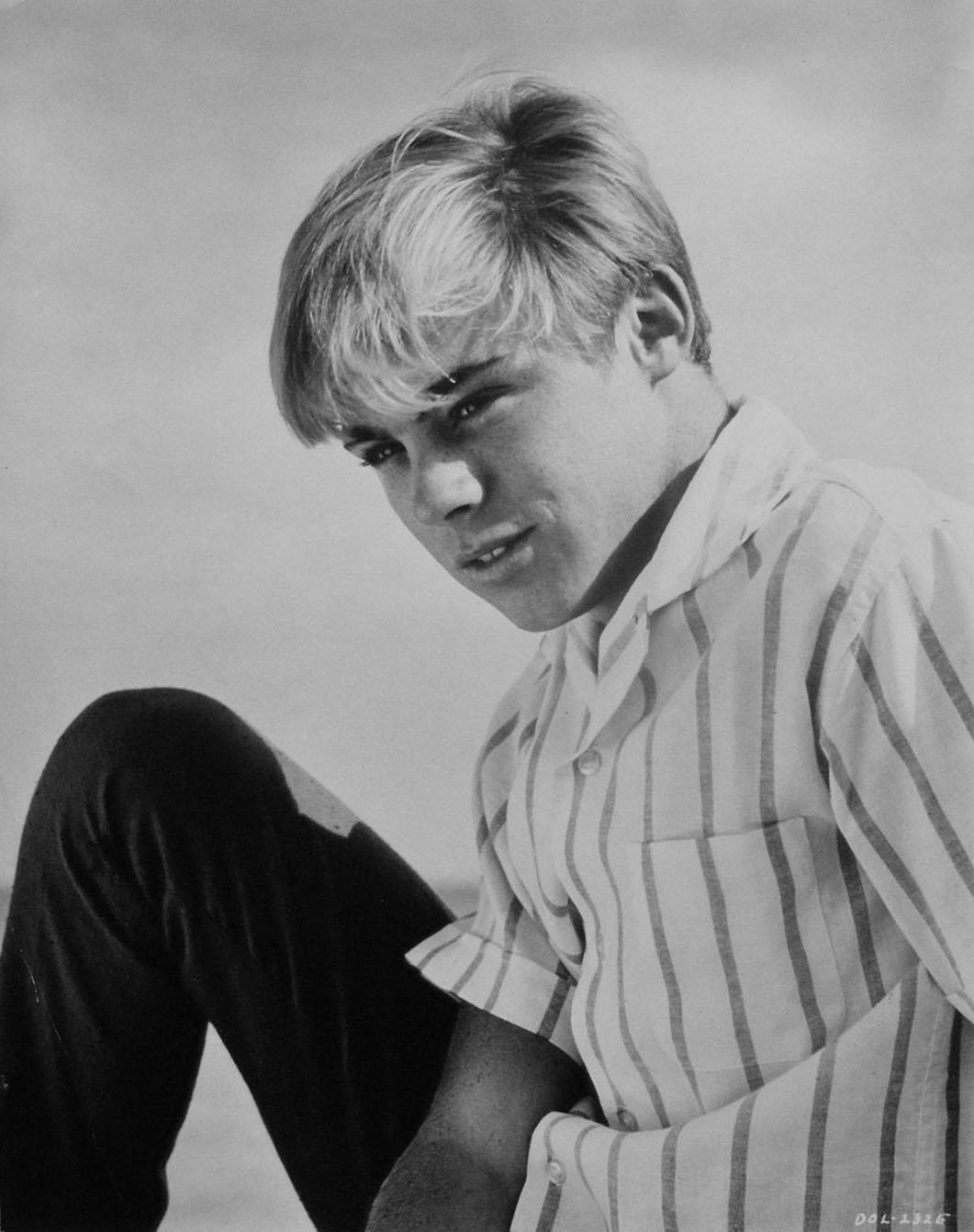

루크 핼핀(Luke Halpin, 1947년 4월 4일 ~ )은 미국의 텔레비전 배우, 영화배우이다.
애스토리아에서 태어났다.

## 영화
- 플리퍼 (1996년)
- 엑스트라 라지 - 다이아몬드 특급 작전 (1993년)
- 마이애미 슈퍼캅 (1985년)
- 강력범 (1979년)
- 이프 이츠 튜즈데이 (1969년)
- 플리퍼 (1963년)
- 스튜디오 원 (1948년)